# Jupira
Jupira (Jupyra) è un'opera del compositore brasiliano Antônio Francisco Braga che ha debuttato nel 1900 al Teatro Lírico di Rio de Janeiro. L'opera si basa sul racconto di Bernardo Guimarães, scrittore di Minas Gerais, e per poter essere trasformata in opera è stata trascritta su libretto da Luís Gastão D'Escragnolle Dória, figura di spicco della vita culturale di Rio de Janeiro all'epoca.
La breve e tragica storia si svolge nel XIX secolo, nella regione di Vila de Campanha do Rio Verde, nel Minas Gerais centro-meridionale.

## Trama
Il coro di apertura annuncia che l'amore è volubile, che cambia come la luna e il vento. Jupyra, un'umile ragazza indiana, è innamorata di Carlito, con cui ha una relazione amorosa. Quirino però si dichiara a Jupyra e per il suo amore sarebbe capace di tutto. Ma Jupyra non risponde ai desideri di Quirino ed è felice di amare Carlito, immaginando che il suo amore sia corrisposto. Carlito, però, è già stufo della sua storia d'amore con Jupyra e vuole liberarsi di lei, ma non vuole creare una situazione imbarazzante. Ed è per questo che dissimula: alla domanda di Jupyra se la ama ancora, Carlito risponde seccamente: "Chiedi ai miei amici".
Carlito incontra Rosália, una ragazza molto carina, e c'è un'intera scena d'amore tra i due, con promesse romantiche. All'incontro è presente Jupyra, che si dispera e chiede a Quirino di uccidere Carlito. Quando vede il corpo di Carlito galleggiare nel Rio Verde, si getta da un ponte incontro alla sua morte.
Così come nel libretto c'è un confronto tra personaggi di origine etnica che hanno formato l'identità nazionale, anche la musica di Braga evoca brani che iniziano a richiamare il fraseggio della canzone popolare brasiliana, come l'inconfondibile dolce tema di apertura, poi ricapitolato nel coda finale. Ma in quel fin-de-siècle la discussione sul carattere nazionale della musica brasiliana, tipica delle successive generazioni moderne, non si è ancora consolidata. Lo stile di Francisco Braga contiene, quindi, una sintesi di varie correnti musicali romantiche europee del suo tempo, che risalgono all'influenza diretta del suo maestro Massenet, di Parigi, mescolate ad alcuni tratti tipici del verismo di alcune opere italiane e, in certi momenti, abbracciando anche il sinfonismo contrappuntistico wagneriano.

## Incisioni
- Jupyra (CD): Eliane Coelho (soprano), Rosana Lamosa (soprano), Mario Carrara (tenore) e Phillip Joll (baritono); Orchestra: Orquestra Sinfônica do Estado de São Paulo, Direttore John Neschling. Etichetta: BIS. Incisione del febbraio 2001[3]